# Самчиківська сільська рада
Са́мчиківська сільська́ ра́да — адміністративно-територіальна одиниця та орган місцевого самоврядування у Старокостянтинівському районі Хмельницької області. Адміністративний центр — село Самчики.

## Загальні відомості
Самчиківська сільська рада утворена в 1929 році.
- Територія ради: 30,474 км²
- Населення ради: 1 792 особи (станом на 2001 рік)

## Населені пункти
Сільській раді підпорядковані населені пункти:
- с. Самчики
- с. Степок

## Склад ради
Рада складається з 16 депутатів та голови.
- Голова ради: Вовколуп Олександр Віталійович
- Секретар ради: Польова Ліана Олексіївна

### Керівний склад попередніх скликань
| Прізвище, ім'я, по батькові    | Основні відомості                                                 | Дата обрання | Дата звільнення |
| ------------------------------ | ----------------------------------------------------------------- | ------------ | --------------- |
| Вовколуп Олександр Віталійович | Сільський голова, 1964 року народження, безпартійний              | 26.03.2006   | 31.10.2010      |
| Вовколуп Олександр Віталійович | Сільський голова, 1975 року народження, освіта вища, безпартійний | 31.10.2010   |                 |

Примітка: таблиця складена за даними сайту Верховної Ради України

### Депутати
За результатами місцевих виборів 2010 року депутатами ради стали:

#### За суб'єктами висування
| Суб'єкт висування           | Кількість обраних депутатів | %    |
| --------------------------- | --------------------------- | ---- |
| Самовисування               | 9                           | 56,3 |
| Партія регіонів             | 6                           | 37,5 |
| Комуністична партія України | 1                           | 6,3  |

#### За округами
| № округу                    | Прізвище, ім'я, по батькові        | Дата визнання обраним | Освіта             | Партійна приналежність            | Відомості про обраного депутата                   |
| --------------------------- | ---------------------------------- | --------------------- | ------------------ | --------------------------------- | ------------------------------------------------- |
| Комуністична партія України |                                    |                       |                    |                                   |                                                   |
| 16                          | Пижов Олександр Олександрович      | 01.11.2010            | середня            | член Комуністичної партії України | пенсіонер                                         |
| Партія регіонів             |                                    |                       |                    |                                   |                                                   |
| 1                           | Осіпчук Василь Васильович          | 01.11.2010            | середня            | позапартійний                     | ДП ДГ «Самчики», обліковець                       |
| 4                           | Процик Віктор Вікторович           | 01.11.2010            | вища               | позапартійний                     | ХІАПВ, наук.співробітник                          |
| 8                           | Кричківський Володимир Миколайович | 01.11.2010            | вища               | позапартійний                     | ХІАПВ, наук.співробітник                          |
| 10                          | Вовколуп Юрій Михайлович           | 01.11.2010            | вища               | позапартійний                     | ХІАПВ, головний бухгалтер                         |
| 12                          | Майхер Василь Петрович             | 01.11.2010            | середня            | позапартійний                     | ДП ДГ «Самчики», інженер зОП                      |
| 15                          | Голюк Олег Анатолійович            | 01.11.2010            | середня            | позапартійний                     | ДП ДГ «Самчики», бригадир                         |
| Самовисування               |                                    |                       |                    |                                   |                                                   |
| 2                           | Фурман Анатолій Миколайович        | 01.11.2010            | середня спеціальна | позапартійний                     | Самчиківська загальноосвітня школа, водій         |
| 3                           | Степанчук Тетяна Володимирівна     | 01.11.2010            | вища               | позапартійна                      | ХІАПВ, наук.співробітник                          |
| 5                           | Фурман Наталія Володимирівна       | 01.11.2010            | вища               | позапартійна                      | Самчиківська загальноосвітня школа, заступник НВР |
| 6                           | Польова Ліана Олексіївна           | 01.11.2010            | вища               | позапартійна                      | Самчиківська сільська рада, секретар              |
| 7                           | Мельничук Олександр Олексійович    | 01.11.2010            | середня            | член Народного Руху України       | ХІАПВ, лаборант                                   |
| 9                           | Прокопчук Михайло Петрович         | 01.11.2010            | середня            | позапартійний                     | ХІАПВ, наук.співробітник                          |
| 11                          | Данильченко Емілія Іванівна        | 01.11.2010            | середня спеціальна | позапартійна                      | пенсіонер                                         |
| 13                          | Карпалюк Ігор Миколайович          | 01.11.2010            | середня            | член Народного Руху України       | тимчасово не працює                               |
| 14                          | Загоронюк Галина Борисівна         | 01.11.2010            | середня            | позапартійна                      | тимчасово не працює                               |